# Демидовское (Ярославская область)
Деми́довское — деревня в Волжском сельском округе Волжского сельского поселения Рыбинского района Ярославской области.
Деревня расположена на возвышенности на удалении 800 м от правого берега реки Волги и 300 м от левого берега реки Яковка при её впадении в Волгу. Она расположена с северной стороны автомобильной дороги Р151 Рыбинск—Тутаев (по правому берегу Волги). На том же берегу реки Яковки на расстоянии около 1 км выше по течению стоит деревня Левино-Волжское, а напротив неё, на правом берегу Яковки, Степановское. Выше по течению Волги в направлении на северо-запад стоит деревня Черменино. В направлении на юго-запад на расстоянии около 1 км крупный посёлок Ермаково, центр поселения. Деревня окружена сельскохозяйственными угодьями, полями. Значительных лесов между дорогой Рыбинск—Тутаев и берегом Волги здесь нет, только кустарники вдоль ручьев и небольшие перелески, один из таких перелесков лежит между деревней и волжским берегом .  
На 1 января 2007 года в деревне числился 1 постоянный житель . Почтовое отделение Ермаково-Первое обслуживает в деревне 26 домов .